# Brittany Schusslerová
Brittany Schusslerová (* 21. dubna 1985 Winnipeg, Manitoba) je kanadská rychlobruslařka.
Rychlobruslení se věnuje od svých sedmi let. Na mezinárodní scéně se poprvé představila v roce 2000 na juniorském světovém šampionátu, kde skončila na pátém místě. V následujících letech se na tomto mistrovství vždy umístila v první desítce (nejlépe byla čtvrtá v letech 2002 a 2003), v letech 2003 a 2004 navíc získala bronzové medaile jako účastnice závodů družstev. V roce 2002, stále jako juniorka, zvítězila v kanadském seniorském šampionátu ve víceboji a o rok později začala jezdit závody světového poháru. Od roku 2006 pravidelně vozí medaile z mistrovství Kanady, roku 2009 byla druhá na kontinentálním šampionátu. Na mistrovství světa je jejím nejlepším individuálním výsledkem 6. místo z roku 2008 na trati 1500 m, v letech 2008 a 2009 byla také členkou družstev, která vybojovala stříbrnou a zlatou medaili. Na zimních olympijských hrách 2010 se na tratích 1000 a 1500 m umístila až ve třetí a čtvrté desítce, v týmovém závodě pomohla kanadským rychlobruslařkám k pátému místu. Na Mistrovství světa na jednotlivých tratích 2011 získala v rámci týmu již druhou zlatou medaili ve stíhacím závodě družstev, o rok později se kanadský tým umístil na druhém místě. Zúčastnila se Zimních olympijských her 2014, kde v závodě na 3000 m skončila na 19. místě, na kilometru byla třicátá, na distanci 1500 m dobruslila na 26. příčce a ve stíhacím závodě družstev byla pátá.
Je vdaná za rychlobruslaře Justina Warsylewicze.